# Санта-Роза (Нью-Мексико)
Санта-Роза (англ. Santa Rosa) — город в штате Нью-Мексико (США). Административный центр округа Гуадалупе. В 2010 году в городе проживали 2848 человек.

## Географическое положение
Город находится на реке Пекос-Ривер на пересечении шоссе I-40 и US 54. По данным Бюро переписи населения США Санта-Роза имеет площадь 12,9 квадратных километров.

## История
Первое европейское поселение на территории, которое называлось Акуа-Негра-Чикита, было основано в 1865 году на западном берегу Пекос-Ривер. В 1873 году был открыт почтовый офис, который принял название Санта-Роза. Он был закрыт в 1898 году. В то же время в 1885 году на восточном берегу реки образовалось поселение Эден с почтовым офисом, который после закрытия почтового офиса на западном берегу был назван Санта-Роза. Название Санта-Роза произошло от небольшой часовни, построенной в 1890 году (посвящёна Святой Розе из Лимы), и имени жены первого почтмейстера.
В 1901 году через город провели железную дорогу, что привело к переносу в Санта-Розу окружного центра из Пуэрто-де-Луна в 1903 году. В окрестностях города находится много искусственных озёр.

## Население
| Год переписи | Нас. |  | %±    |
| ------------ | ---- |  | ----- |
| 1920         | 1093 |  | —     |
| 1930         | 1127 |  | 3,1%  |
| 1940         | 2310 |  | 105%  |
| 1950         | 2199 |  | −4,8% |
| 1960         | 2220 |  | 1%    |
| 1970         | 2485 |  | 11,9% |
| 1980         | 2469 |  | −0,6% |
| 1990         | 2263 |  | −8,3% |
| 2000         | 2744 |  | 21,3% |
| 2010         | 2848 |  | 3,8%  |
| 2016         | 2680 |  | −5,9% |

По данным переписи 2010 года население Санта-Розы составляло 2848 человек (из них 59,4 % мужчин и 40,6 % женщин), в городе было 981 домашнее хозяйство и 621 семья. Расовый состав: белые — 69,2 %. 79,4 % имеют латиноамериканское происхождение.
Население города по возрастному диапазону по данным переписи 2010 года распределилось следующим образом: 20,5 % — жители младше 18 лет, 3,2 % — между 18 и 21 годами, 63,4 % — от 21 до 65 лет и 12,9 % — в возрасте 65 лет и старше. Средний возраст населения — 36,3 лет. На каждые 100 женщин в Санта-Розе приходилось 146,4 мужчин, при этом на 100 совершеннолетних женщин приходилось уже 155,2 мужчин сопоставимого возраста.
Из 981 домашнего хозяйства 63,3 % представляли собой семьи: 36,7 % совместно проживающих супружеских пар (12,6 % с детьми младше 18 лет); 19,1 % — женщины, проживающие без мужей и 7,5 % — мужчины, проживающие без жён. 36,7 % не имели семьи. В среднем домашнее хозяйство ведут 2,32 человека, а средний размер семьи — 2,90 человека. В одиночестве проживали 31,4 % населения, 12,0 % составляли одинокие пожилые люди (старше 65 лет).

## Экономика
В 2016 году из 2628 человек старше 16 лет имели работу 972. В 2016 году медианный доход на семью оценивался в 37 258 $, на домашнее хозяйство — в 25 636 $. Доход на душу населения — 16 892 $ в год. 14,6 % от всего числа семей в Санта-Розе и 18,7 % от всей численности населения находилось на момент переписи за чертой бедности.